# Монтекрісто – Сан-Лоренсо (продуктопровід)
Монтекрісто – Сан-Лоренсо (продуктопровід) – багатоцільовий продуктопровід, котрий забезпечує доставку нафтопродуктів та зріджених вуглеводневих газів до провінції Санта-Фе.
У 1959 році став до ладу трубопровід Кампо-Дюран – Монтекрісто, котрий доправляв різноманітні продукти (зокрема, газовий бензин, пропан, бутан) з півночі країни у провінцію Кордова. Для подачі їх далі на схід тоді ж ввели у дію продуктопровід до Сан-Лоренсо (провінція Санта-Фе), який має довжину 379 км, діаметр 320 мм та пропускну здатність 68 тисяч барелів на добу.
А у 1968-му до Монтекрісто з південного заходу вивели трубопровід від нафтопереробного заводу  Лухан-де-Куйо. Поданий ним газовий бензин також транспортувався далі у Сан-Лоренсо, де з 1964-го та 1965-го діяли розрахована на його споживання установки парового крекінгу (одна з них була закрита в січні 2019-го).